# Shane Kelly
Pour les articles homonymes, voir Kelly.
Ne pas confondre avec Sean Kelly ni Shawn Kelley.

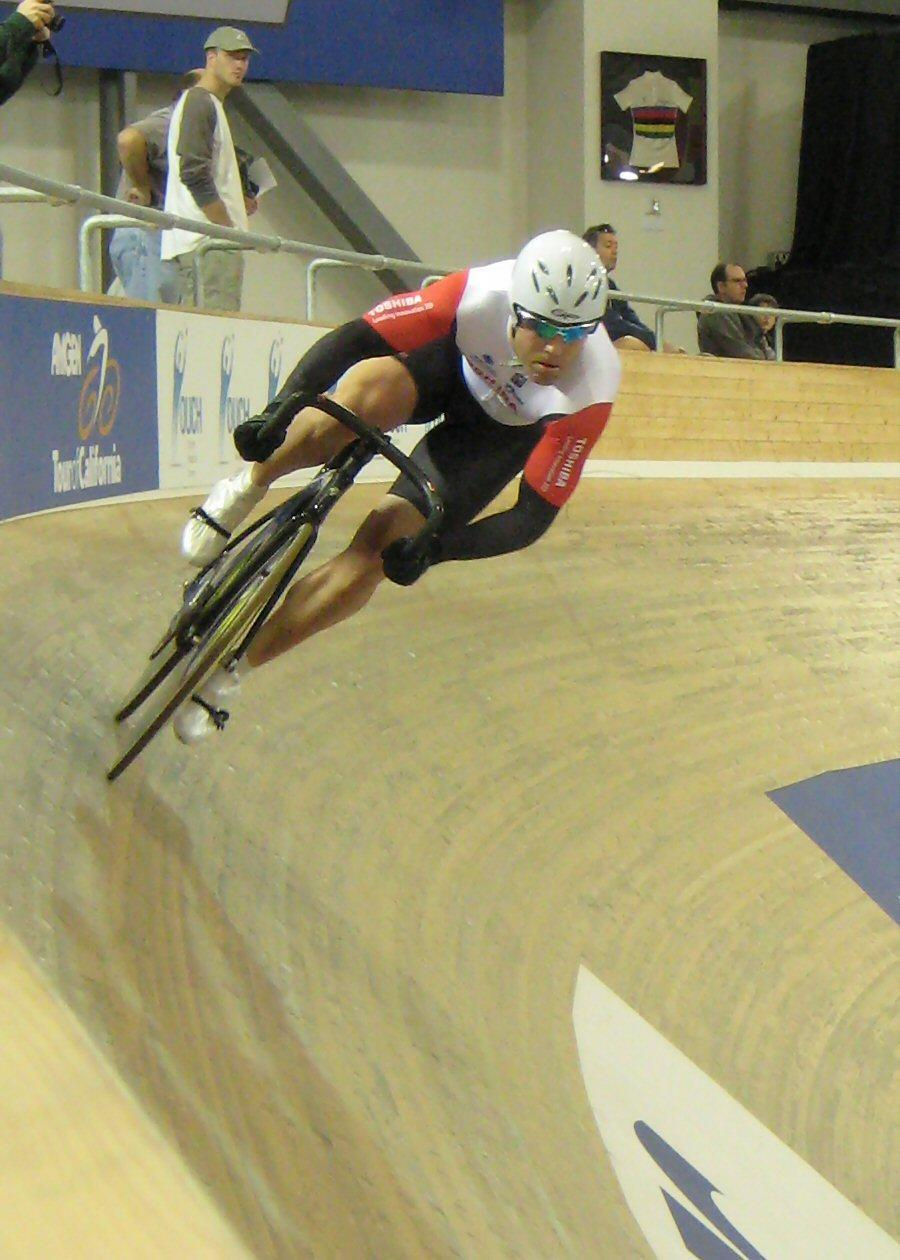
Shane Kelly lors de la Coupe du monde 2008 à Los Angeles

Shane John Kelly, né le 7 janvier 1972 à Ararat dans l'État de Victoria, est un cycliste sur piste australien, spécialisé dans l'épreuve du kilomètre départ arrêté. Il est notamment triple champion du monde de la discipline entre 1995 et 1997. Il a également décroché le titre mondial en vitesse par équipes en 1996. Au cours de sa carrière, il participe à cinq reprises aux Jeux olympiques et obtient trois médailles (une en argent et deux en bronze).

## Biographie
Shane Kelly commence le cyclisme à l'âge de cinq ans. Il obtient rapidement des succès. Chez les juniors, il est champion d'Australie du kilomètre en 1990 et médaillé de bronze du kilomètre aux mondiaux de la catégorie.
En 1992, il est médaillé d'argent du kilomètre aux Jeux olympiques de Barcelone. Il prend la même place aux mondiaux 1993 à Hamar. En 1994, il termine troisième du championnat du monde du kilomètre et remporte le kilomètre des Jeux du Commonwealth.
En 1995, est sacré champion du monde du kilomètre à Bogotá avec un nouveau record du monde en une minute et 613 centièmes. Il conserve son titre l'année suivante et remporte un autre titre mondial avec Gary Neiwand et Darryn Hill en vitesse par équipes.
En tant que champion du monde et détenteur du record du monde, il se présente en grand favori pour décrocher le titre olympique sur le kilomètre aux Jeux olympiques d'Atlanta à Atlanta. Au départ de la course, il commet une grave erreur, son pied glisse de la pédale au départ et il doit abandonner la course. Cette mésaventure facilite la tâche de Florian Rousseau pour remporter le titre olympique.
En 1997, Kelly est pour la troisième année de suite champion du monde sur le kilomètre. Il décroche également le bronze en vitesse par équipes. En 1998, il gagne l'or sur sa spécialité aux Jeux du Commonwealth. Aux mondiaux sur piste 1998 et 1999, il est battu par Arnaud Tournant aux mondiaux du kilomètre.
Aux Jeux olympiques d'été de 2000, à domicile, à Sydney, il se contente d'une médaille de bronze sur le kilomètre. Après avoir remporté le championnat d'Océanie du kilomètre en 2001, il décroche deux nouvelles médailles aux mondiaux du kilomètre (bronze en 2002 et argent en 2003). En 2004, il est inscrit sur le kilomètre, la vitesse par équipes et le keirin aux Jeux olympiques d'Athènes et obtient deux quatrièmes places. Lors de la finale du keirin remportée par son coéquipier Ryan Bayley, il termine troisième après la disqualification de René Wolff.
Le kilomètre étant retiré du programme des Jeux olympiques d'été de 2008, Kelly se concentre sur la discipline du keirin en plus de la vitesse par équipes. En 2005, il termine troisième du keirin des championnats du monde. En 2006, il prend la même place en vitesse par équipes. 
En 2008, il arrête sa carrière à l'issue des Jeux olympiques de Pékin, où il termine quatrième du keirin.
Après sa carrière, il travaille dans des programmes de discours de motivation, de consolidation d'équipe, de conditionnement physique et d'entraînement à vélo.

## Prix et distinctions
Shane Kelly a reçu le titre de cycliste australien de l'année en 1996 et de cycliste sur piste australien de l'année en 1996, 1997, 1998 et 1999. En 2001, il est intronisé « Best of the Best » à l'Australian Institute of Sport. Il a également reçu la médaille de l'Ordre de l'Australie en 2004. 

## Palmarès

### Jeux olympiques
- Barcelone 1992
  -  Médaillé d'argent du kilomètre
- Atlanta 1996
  - Abandon lors du kilomètre
- Sydney 2000

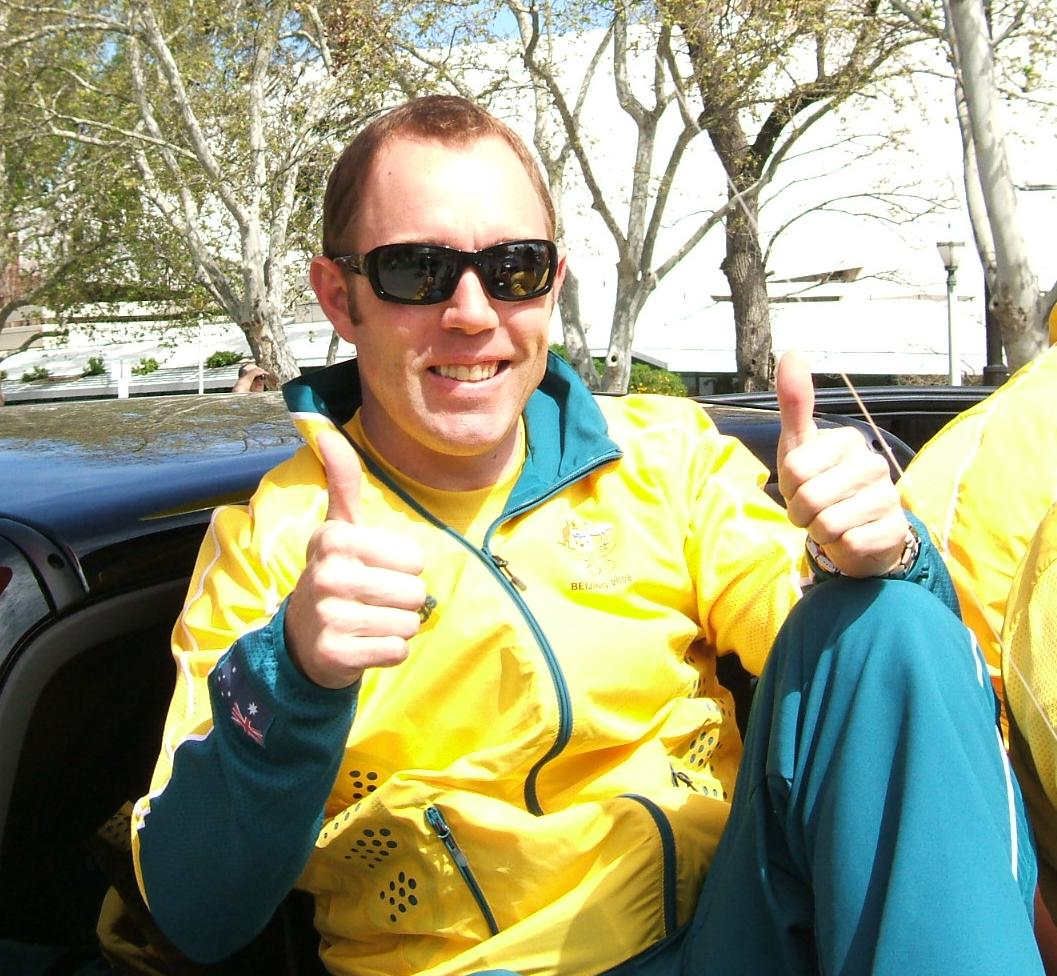
Shane Kelly lors du défilé organisé à Adélaïde après les Jeux 2008.

  -  Médaillé de bronze du kilomètre
- Athènes 2004
  -  Médaille de bronze du keirin
  - 4e du kilomètre
- Pékin 2008
  - 4e du keirin

### Championnats du monde
- Middlesbrough 1990 (juniors)
  -  Médaillé de bronze du kilomètre juniors
- Hamar 1993
  -  Médaillé d'argent du kilomètre
- Palerme 1994
  -  Médaillé de bronze du kilomètre
- Bogota 1995
  -  Champion du monde du kilomètre
- Manchester 1996
  -  Champion du monde du kilomètre
  -  Champion du monde de vitesse par équipes
- Perth 1997
  -  Champion du monde du kilomètre
- Bordeaux 1998
  -  Médaillé d'argent du kilomètre
- Berlin 1999
  -  Médaillé d'argent du kilomètre
- Copenhague 2002
  -  Médaillé de bronze du kilomètre
- Stuttgart 2003
  -  Médaillé d'argent du kilomètre
- Melbourne 2004
  - 6e du kilomètre
- Los Angeles 2005
  -  Médaillé de bronze du keirin
- Bordeaux 2006
  -  Médaillé de bronze de la vitesse par équipes
- Manchester 2008
  - 7e du keirin

### Coupe du monde
- 1994
  - 2e du kilomètre à Colorado Springs
  - 2e de la vitesse par équipes à Colorado Springs
- 1999
  - 2e du kilomètre à San Francisco
  - 2e de la vitesse par équipes à San Francisco
- 2000
  - 2e du kilomètre à Cali
- 2003
  - 1er du kilomètre à Sydney
  - 2e de la vitesse par équipes à Sydney
  - 3e du kilomètre au Cap
  - 3e de la vitesse par équipes au Cap
- 2004
  - 1er du keirin à Manchester
- 2004-2005
  - 3e du keirin à Manchester
- 2005-2006
  - 1er du keirin à Los Angeles
  - 3e de la vitesse par équipes à Los Angeles
- 2007-2008
  - 1er de la vitesse par équipes à Sydney (avec Ryan Bayley et Daniel Ellis)

### Jeux du Commonwealth
- Victoria 1994
  -  Médaillé d'or du kilomètre
- Kuala Lumpur 1998
  -  Médaillé d'or du kilomètre
- Melbourne 2006
  -  Médaillé de bronze de la vitesse par équipes

### Championnats d'Océanie
| Édition / Épreuve | Kilomètre | Keirin | Vitesse individuelle | Vitesse par équipes                    |
| 2004              | Or        |        |                      |                                        |
| 2004-1            | Or        | Or     | Argent               | Or (avec Ryan Bayley et Paul Bayly)    |
| 2004-2            |           |        |                      | Or (avec Ben Kersten et Jason Niblett) |
| 2007              |           | Or     |                      | Or (avec Ryan Bayley et Daniel Ellis)  |

### Championnats d'Australie
- 1990
  -  Champion d'Australie du kilomètre juniors
- 1991
  -  Champion d'Australie du kilomètre
- 1996
  -  Champion d'Australie du kilomètre
- 2004
  -  Champion d'Australie du kilomètre
- 2005
  -  Champion d'Australie de vitesse par équipes
- 2008
  -  Champion d'Australie de vitesse par équipes

## Distinctions
- Athlète de l'année aux Australian Institute of Sport Awards  en 1995
- Sir Hubert Opperman Trophy - cycliste australien de l'année en 1996[7]
- Cycliste sur piste australien de l'année en 1996, 1997, 1998 et 1999[8]
- Australian Institute of Sport Awards « Best of the Best » en 2003